# Чакравартин
Чакравартин (санскр. चक्रवर्तिन् cakra-vartin, букв. «тот, который поворачивает колесо») — в буддийском и джайнистском учениях нарицательное название идеального правителя, царствование которого возвращает мир из хаоса беззакония на высшую ступень порядка. В разное время использовался в качестве титула китайскими и камбоджийскими императорами.

## В буддизме
Согласно буддийским представлениям об истории, человечество проживает три таких ступени, закономерно сменяющих друг друга:
- присутствие закона
- искажение закона
- отсутствие закона

Правление чакравартинов приводит к очищению мира, давая начало новой эре. Утверждается, что рождение чакравартина сопровождается теми же чудесами, что и рождение Будд. Будда мог выбрать путь идеального правителя (чакравартина), имея тридцать два признака на своём теле, которые могут быть только у чакравартина либо у Будды.
О Сиддхартхе Гаутаме Будде Шакьямуни в палийском каноне также говорится, что он мог «избрать карьеру» Чакравартина — мирового правителя либо стать Буддой, пройдя путь отшельника муни («муни» на санскр. буквально значит «молчальник» (от санскр. «мауна» — «молчание». Отшельники традиционно назывались в Индии муни — молчальники. Со временем это слово так же как и «шрамана»(бродячий монах) стало синонимом отшельника). Сиддхартха предпочёл поиск Истины (Дигханикая, 26).
Одно из имён Будды текущего мирового периода (кальпы) — «Шакьямуни» (отшельник (в безмолвии) из рода Шакья).
Каждый чакравартин имеет в подчинении семь сокровищ:
- колесо, летающее по воздуху, которое обеспечивает неограниченные возможности для передвижения чакравартину и его войску;
- слона и коня, обладающих сверхъестественными способностями;
- драгоценный камень (чинтамани), излучающий свет на далекие расстояния и «исполняющий желания»;
- царевну, отличающуюся красотой;
- мудрого советника
- удачливого полководца.

В качестве последнего выступает один из ста сыновей чакравартина.
Подробное описание чакравартина и каждого из его атрибутов содержится в палийском каноне (Дигханикая, 17, «Сутра о Великом Владыке» и другие сутры), также его дают ряд махаянских сутр (часть из них сохранилась в китайской трипитаке), а также Васубандху в Абхидхармакоше. (Абхидхармакоша. Раздел 3, карики 95 — 97).
Чакравартин обладает внешними (телесными) 32 признаками. Он рождается только в варне (касте) кшатриев (воинов).
Обращает на себя внимание двойственность положения чакравартина, представленная в сутрах: с одной стороны это — эталон светского монарха (он относится к высшему типу «буддийской личности» — «махапуруша»), с другой — речь идёт об эфемерности светского правления, противопоставляемого сутрами статусу Будды и Дхармы как непреходящей духовной ценности.
Важно, что представления о чакравартине не исчерпываются их литературным описанием.
Сохранилось много изображений вселенского мирового правителя, сделанных в Индии — прежде всего это скульптура матхурской школы (она обладает высокими художественными достоинствами). Матхурская школа — это первая национальная индийская школа скульптуры, сложилась примерно в первом веке до н. э.
Серия изображений чакравартина имеется также среди барельефных изображений на стелах и на стенах культовых сооружений, относящихся к гандхарской школе (Северная Индия, рубеж нашей эры).

## В Китае
Император Вэнь династии Суй (581—618), заново объединившей страну, позиционировал себя как чакравартин. Буддизм использовался им как новая универсальная идеология, способная укрепить имидж нового режима.
Династия Юань (1280—1368) под влиянием современника Хубилая, Сакья-пандиты Лодой-чжалцана и возглавляемой им тибетской буддийской школы Сакья восприняла элементы учения о чакравартинах в связи с тем, что Сакья-пандита, пропагандируя гуманное отношение к подданным империи, провозгласил царём-чакравартином Чингис-хана, прародителя династии. Это выразилось, в частности, в буддийских санскритских именах представителей династии.

## В Камбодже
Титул чакравартина использовали императоры кхмерской державы Камбуджадеша.